# پیرلوجه
پیرلوجه یکی از روستاهای استان آذربایجان شرقی است که در دهستان عباس شرقی بخش تیکمه‌داش شهرستان بستان‌آباد واقع شده‌است.

## نگارخانه

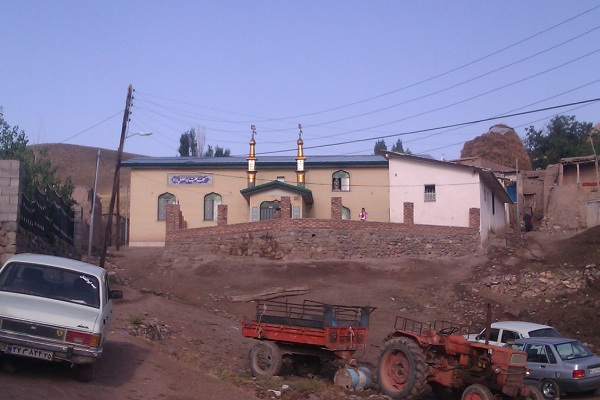
عنوان ۱
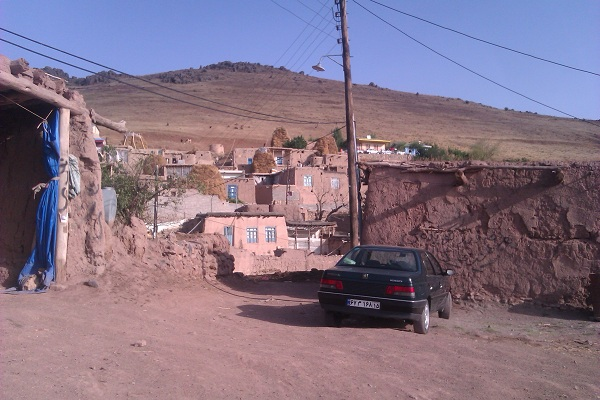
عنوان ۲
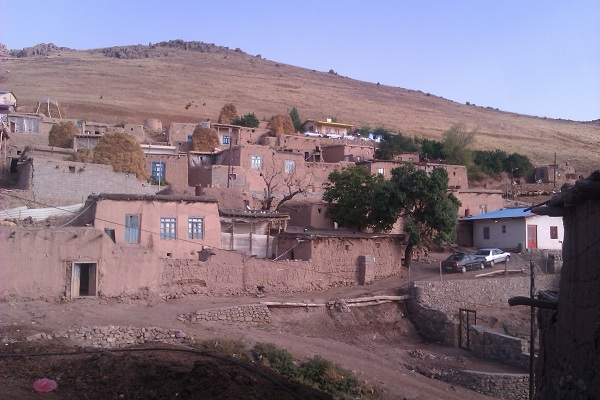
عنوان ۳
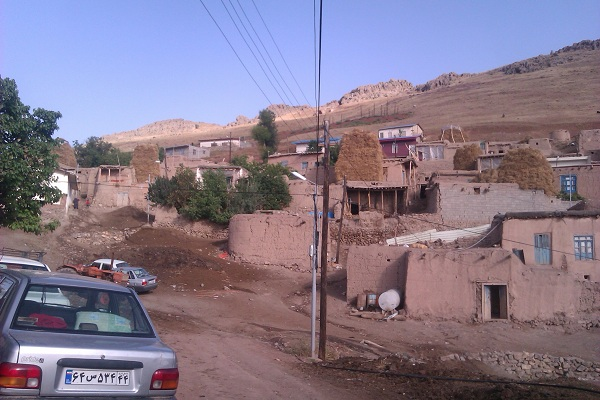
عنوان ۴
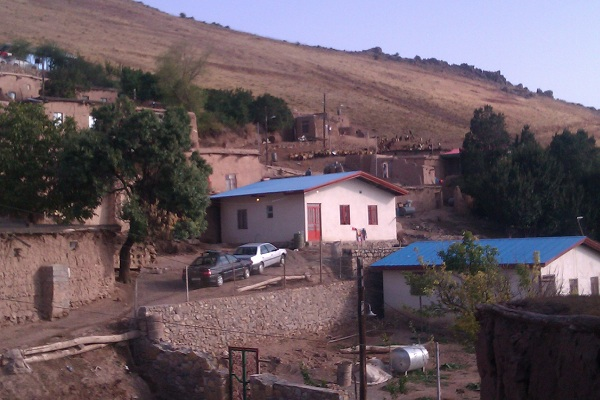
عنوان ۵